# Ō̍
Ō̍ (minuscule : ō̍), appelé O macron ligne verticale en chef, est une lettre latine utilisée dans l’étude des langues balto-slaves et fait partie de la norme DIN 91379. Il est parfois utilisé dans la translittération du sanskrit védique à la place du ṓ de l’ISO 15919.
Il s’agit de la lettre O diacritée d’un macron et d’une ligne verticale en chef.

## Représentations informatiques
Le O macron ligne verticale en chef peut être représenté avec les caractères Unicode suivants :
- composé (latin étendu-A, diacritiques) :

| formes    | représentations | chaînes de caractères | points de code | descriptions                                                         |
| --------- | --------------- | --------------------- | -------------- | -------------------------------------------------------------------- |
| capitale  | Ō̍               | Ō◌̍                    | U+014C U+030D  | lettre majuscule latine o macron diacritique ligne verticale en chef |
| minuscule | ō̍               | ō◌̍                    | U+014D U+030D  | lettre minuscule latine o macron diacritique ligne verticale en chef |

- décomposé (latin de base, diacritiques) :

| formes    | représentations | chaînes de caractères | points de code       | descriptions                                                                     |
| --------- | --------------- | --------------------- | -------------------- | -------------------------------------------------------------------------------- |
| capitale  | Ō̍               | O◌̄◌̍                   | U+004F U+0304 U+030D | lettre majuscule latine o diacritique macron diacritique ligne verticale en chef |
| minuscule | ō̍               | o◌̄◌̍                   | U+006F U+0304 U+030D | lettre minuscule latine o diacritique macron diacritique ligne verticale en chef |

## Sources
- (en) Miguel Villanueva Svensson, The accentuation of the Baltic preterit (and of the Balto-Slavic ā-aorist), vol. 58 (DOI 10.15388/Baltistica.58.2.2531, lire en ligne), p. 175–194